# أمارال (فريق موسيقي)
أمارال (بالإسبانية : Amaral)
هو فريق موسيقي إسباني
من مدينة سرقسطة يتكون من المطربة إيفا أمارال (Eva Amaral) ولاعب الجيتار خوان أجيرّي (Juan Aguirre) ، ويقوم الاثنان بكتابة كلمات أغاني الفريق معًا. كانت إيفا قد بدأت مشوارها الفني كقارعة طبول غربية في فريق موسيقي آخر حتى عام 1997 حيث أنشأت فريق أمارال مع خوان لتبدأ في الغناء. وتُصنف موسيقى أمارال كروك بوب مع مزجها في بعض الأحيان بالموسيقى اللاتيني، موسيقى الروك الشعبي، والموسيقى الإلكترونية.
وكان خوان أجيّري قد ولد في سان سباستيان في أسبانيا، وقضى طفولته في مدينة جروس، ويستقر الآن في سرقسطة.

## وصلات خارجية
- أمارال على موقع IMDb (الإنجليزية)
- أمارال على موقع ميوزك برينز (الإنجليزية)
- أمارال على موقع أول ميوزيك (الإنجليزية)
- أمارال على موقع ديسكوغز (الإنجليزية)